# Johan Amnell (1692–1772)
Johan Amnell, född 20 mars 1692 i Kalajoki socken, död 13 april 1772, var en finländsk präst och ledamot av Sveriges riksdag.
Amnell blev student vid Åbo akademi 1711. År 1722 blev han kaplan i Åbo svenska församling och 1733 kyrkoherde i Tammela. 1734-42 företrädde Amnell Åbo stift i riksdagen och var 1734 och 1738 medlem av sekreta utskottet. Han deltog i defensionsdeputationen och den viktiga deputationen över sekreta bihanget 1738 och var där den ende motståndare till krigsplanerna mot Ryssland och reserverade sig mot det beslut som gav regeringen fullmakt att förbereda ett krig mot Ryssland utan att behöva ta upp frågan med städerna. I striden om riksrådens ansvar vid riksdagen 1738 var han bland de som inte ville yrka på de misshagliga rådherrarnas avsättning. Samma år stödde han även landshövding Carl Frölichs om utvidgad handelsrätt för de österbottniska städerna. Amnell utsågs 1742 till ledamot av den ständerkommission som tillsattes att rannsaka agerandet under hattarnas ryska krig. Han bad vid samma riksdag av prästeståndet ett intyg att visa de han representerade i Åbo stift att han inte bara föredragit alla inkomna ärenden rörande Finland för ståndet och även försökt driva fram beslut i frågorna. Prästeståndet ville dock inte skriva något sådant intyg.